# Orogenia do Nevada
A Orogenia do Nevada foi uma grande orogenia que ocorreu no oeste da América do Norte entre a época Jurássica Média e a Jurássica Superior do período Jurássico (há aproximadamente cerca de 180 a 140 milhões de anos).